# Unia Hrubieszów
Unia Hrubieszów – wielosekcyjny polski klub sportowy z siedzibą w Hrubieszowie założony 13 kwietnia 1945 roku.

## Dotychczasowe nazwy
- AKS Hrubieszów (13 kwietnia 1945 – 18 marca 1948)
- Kupiecki Klub Sportowy „Grom” (18 marca 1948 – 4 marca 1950)
- Zrzeszenia Sportowego „Związkowiec” (4 marca 1950 – 4 stycznia 1951)
- Zrzeszenie Sportowe „Ogniwo” (4 stycznia 1951 – 1954)
- Terenowe Koło Sportowe „Sparta” (1954 – 1957)
- Spółdzielczo – Rzemieślniczy Amatorski Klub Sportowy (SRAKS) „Unia” (1957 – 20 grudnia 1973)
- Ludowy Klub Sportowy „Unia” (20 grudnia 1973 – 16 października 1993)
- MKS Unia Hrubieszów (od 16 października 1993)

## Informacje ogólne[2][3]
- Pełna nazwa: Miejski Klub Sportowy Unia Hrubieszów
- Data założenia: Amatorski Klub Sportowy (AKS) – 13 kwietnia 1945, MKS Unia Hrubieszów – 16 października 1993
- Adres: Ciesielczuka 2, 22-500 Hrubieszów
- Prezes: Wioletta Krawczuk
- Wiceprezes ds. piłki nożnej: Adam Skwarek
- Wiceprezes ds. lekkiej atletyki: Mirosław Kamień
- Wiceprezes ds. podnoszenia ciężarów: Antoni Czerniak
- Trener pierwszego zespołu piłki nożnej: Piotr Stadnicki
- Trenerzy sekcji podnoszenia ciężarów: Leszek Tarnawski, Antoni Czerniak, Ewa Mizdal-Usowska
- Trenerzy sekcji lekkiej atletyki: Tomasz Magdziak, Mirosław Kamień

### Stadion
- Nazwa: Stadion Miejski MKS Unia Hrubieszów
- Wymiary boiska: 105 × 68 m
- Pojemność stadionu:: 780 miejsc siedzących

## Sekcje
Pogrubiono nadal istniejące obecnie.
- sekcja bokserska
- sekcja kolarska
- sekcja koszykówki
- sekcja lekkoatletyczna
- sekcja piłki nożnej
- sekcja piłki ręcznej
- sekcja pływania
- sekcja podnoszenia ciężarów
- sekcja siatkówki
- sekcja strzelecka
- sekcja szachowa

## Kalendarium
- 13 kwietnia 1945 – powołano Amatorski Klub Sportowy (AKS). Prezesem został wybrany Stefan Madejski. Klub obrał sobie barwy biało-chabrowe.
- 1950 – ZS „Związkowiec” po raz pierwszy awansował do kl. A. Przeprowadzono także niwelację terenu, na którym, m.in. powstało boisko o płycie z nawierzchnią trawiastą o wymiarach 100 × 64 m. Zasadzono także żywopłot z wiązu.
- sezon 1957/1958 – wybudowano trybunę widowiskową o długości 125 m., 6,5 stopniową z ław oporowych żelbetonowych, lecz bez ławek do siedzenia.
- 1965 – wybudowano budynek administracyjno – gospodarczy z przeznaczeniem na magazyny i świetlicę. Seniorzy debiutują w zorganizowanych rozgrywkach ligowych piłki ręcznej, w klasie A zajmując 6 miejsce, trenerem tego zespołu był Lucjan Szeląg. Grali m.in.: Antoni i Witold Nieradkowie, Edward Ciesielczuk, Mieczysław Rudnik, Zdzisław Zdziennicki, Edward Wójtowicz.
- 1966 – w „Unii” działała sekcja koszykówki występująca w kl. A trenowana przez Józefa Stąsika. Próbowano także reaktywowania sekcji bokserskiej pod wodzą M. Starykiewicza, z braku pieniędzy działalność sekcji została zawieszona.
- 1967 – wybudowano budynek o trzech pomieszczeniach z przeznaczeniem dla dozorcy obiektu. Wybudowano też WC, kasę biletową, ogrodzenie zewnętrzne terenu boiska na długości 560 i wysokości 2 m z pełnych i ażurowych prefabrykatów żelbetonowych. Wybudowano także trybunę dwustronną czterorzędową między płytą główną a boiskami mniejszymi. „Unia” w klasie A piłki ręcznej odniosła same zwycięstwa i awansowała do III Ligi. W pierwszym roku startu w lidze okręgowej „Unia” zajmuje 3 miejsce. M.in. grali oprócz ww. Jan Bachta, Ryszard Nadulski, Zbigniew Krasucki.
- sezon 1970/1971 – Zbigniew Wiśniewski, został królem strzelców ligi okręgowej strzelając 16 bramek. Po tym sezonie „Unia” klasyfikowana była na „Zamojszczyźnie” jako drugi zespół.
- 1970-1973 – w tych latach w gronie drużyn III-ligowych „Unia” plasowała się na 3 miejscu.
- 1973 – „Unia” za I miejsce w Pucharze Fair Play otrzymała piękny puchar. Po sezonie 1972/73 „Unia” była klasyfikowana na Zamojszczyźnie jako najlepszy zespół.
- 1974 – pierwszy medal na zawodach centralnych dla „Unii” z wszystkich dyscyplin sportowych – brązowy zdobył Marek Klinszport w rzucie oszczepem wynikiem 67,04 m podczas Mistrzostw Polski Juniorów LA w Warszawie.
- sezon 1974/1975 – „Unia” klasyfikowana była jako najlepszy zespół na Zamojszczyźnie.
- 1976 – z okazji Wojewódzkich Dożynek w Hrubieszowie powstały obecne boiska treningowe.
- 1978 – wybudowano spikerkę oraz przebudowano most na stadionie z drewnianego na żelbetonowy. Klub posiadał kasę, biuro oraz szatnię murowaną.
- 1979 – W czerwcu „Unia” pokonała w finale wojewódzkim Pucharu Polski „Hetmana” Zamość 7:3 (6 bramek strzelił Eugeniusz Gajec). W sierpniu już na szczeblu centralnym „Unia” gromi „Igloopol” Dębica 5:1, później II Ligowy „Ursus” Warszawa pokonuje 3:2 (2:2), (br. M. Nowak, E.Gajec i Bojko), kibiców 3 tysiące. „Unia” znalazła się wśród 48 najlepszych klubów w Polsce. Był to największy sukces w historii hrubieszowskiego futbolu. 9 września w obecności 5 tys. kibiców toczy pojedynek z „Wigrami” Suwałki, przegrywając po dogrywce 3:2 (br. Bojko z wolnego i Gajec z karnego).
- 1980 – „Unia” znów wygrywa puchar wojewódzki z „Hetmanem” Zamość 2:1 i awansuje do rozgrywek centralnych. Najpierw w obecności 2,5 tys. widzów wygrywa z „Tarnovią” Tarnów 2:1 (br. Zb. Cała i Zb. Lebiedowicz z karnego), lecz później w obecności 3 tys. kibiców przegrywa następny mecz z „Avią” Świdnik 0:2 i odpada z rozgrywek.
- 1983 – lekkoatleci Unii po II rzucie w Mielcu awansowali do II Ligi (pierwszy raz w historii z wszystkich dyscyplin); m.in. wygrywali: Jolanta Kotko 200 m – 26,5 i 400 pł. 64,6, Edmund Sulowski kula – 13.91, Małgorzata Muzyczuk 800 m – 2:18,2,Michalina Bogumiła kula-12.29, Robert Łukasiewicz chód 10 km – 47:35, I. Barański 110 pł.-15,7, J. Jakubiak wzwyż – 2.06, J. Kotko, B. Mil, M. Muzyczuk, M. Bakun 4 × 400 m – 4:01,7 min.
- 1984 – W finale wojewódzkim „Pucharu Polski” w Zamościu „Unia” remisuje z „Roztoczem” Szczebrzeszyn 1:1, lecz przegrywa w rzutach karnych 4:2.
- 1985 – Ewa Musur zdobyła złoty podczas mistrzostw Polski w Poznaniu w chodzie na 10 km na szosie – 50:58 min. Ustanowiła także rekordy Polski w Warszawie, w chodzie na 10 km – 50:12,8 (na bieżni) i w chodzie godzinnym – 12.011 km. Po zakończonej obowiązkowej służbie wojskowej w Wawelu Kraków Zbigniew Sadlej zdążył przed zmianą barw klubowych wywalczyć dla Unii brązowy medal w chodzie na 10 km – 42:20,16 podczas halowych Mistrzostw Polski w Zabrzu. Po zawodach finałowych III Ligi w Łodzi, lekkoatleci Unii zajmując 3 miejsce ponownie awansowali do II ligi.
- 1989 – 2 miejsce Małgorzaty Muzyczuk w Międzynarodowym supermaratonie (100 km) w Kaliszu (najlepsza z Polek) – 9.21:18 godz. (rekord Polski LZS i woj. Lubelskiego).
- 1991 – „Unia” wywalczyła awans do II ligi państwowej w podnoszeniu ciężarów, autorzy sukcesu: Tadeusz Grelka, Piotr Woźniak, Tomasz Warecki, Tomasz Łaszkiewicz, Tomasz Pańko, Janusz Wróblewski, Grzegorz Sienkiel. Trenerzy: Henryk Lebiedowicz, Antoni Czerniak
- 1993 – kłopoty finansowe zmuszają klub do przejścia na własność miasta, co zwiększy dotacje na jego działalność. Nadzwyczajne Walne Zgromadzenie LKS „Unia” postanowiło nieodpłatnie przekazać na rzecz MKS Hrubieszów wszystkie sekcje klubowe należące do LKS „Unia”, nadać Miejskiemu Klubowi Sportowemu nazwę „Unia” Hrubieszów i powierzyć mu barwy klubowe.
- sezon 1993/1994 – „Unia” o krok od awansu do III ligi (po weryfikacji wszystkich spotkań przez OZPN w Chełmie „Unia” przegrała walkowerem w meczu z „Olimpiakosem” Tarnogród za wystawienie do gry nieuprawnionego zawodnika, zajmując 2 miejsce). W Pucharze Polski na szczeblu wojewódzkim „Unia” pokonała w finale „Prywaciarza” Tomaszów 2:1(0:0,0:0) po br. R. Korkosza (108 min.) i Andrzeja Gałki (110 min.). Pierwszy mecz na niwie centralnej z III ligową „Stal – Tłoki” Gorzyce kończy się klęską 12:1 (br. Lenard).
- 1995 – z okazji „50-lecia” klubu, w Hrubieszowie gościł zespół piłki nożnej „Orły Górskiego”. W drużynie grali byli reprezentanci Polski w piłce nożnej m.in. Jan Domarski, Zygmunt Kalinowski, Robert Gadocha, Stanisław Oślizło, Krzysztof Surlit, Marek Kusto, Adam Musiał. Naprzeciwko stanęły „Orły” Hrubieszowa m.in.: Grabowski, J. Sowierszenko, J. Lebiedowicz, J. Nowak, M. Nowak, J. Skierski, M. Cisło (grający trener), P. Pyszniak, J. Olejarz, Głowacz, Horajecki, J.Rybak. Wynik 7:0 (5:0) dla „Orłów” Górskiego. Podczas tego przyjęcia tryskał humorem trener wszech czasów Kazimierz Górski.
- 1997 – Drużynowo Unia I miejsce, indywidualnie III miejsca zajęli Małgorzata Muzyczuk wśród kobiet i Mirosław Kamień wśród mężczyzn w rocznym współzawodnictwie w ramach V Grand Prix Polski Południowo-Wschodniej w Biegach Ulicznych i Przełajowych.
- 1998 – MKS „UNIA” Hrubieszów awansuje do I ligi w podnoszeniu ciężarów, do czego przyczynili się zawodnicy: Wojciech Kiełbasa, Andrzej Greszeta, Andrzej Chwedczuk, Karol Sztucki, Paweł Wrzyszcz, Paweł Bobak, Grzegorz Bobak, Marek Bartecki, Marcin Florek, trenerzy: A. Czerniak, L. Tarnawski, kierownik drużyny Henryk Lebiedowicz. W Pucharze Polski na szczeblu województwa zamojskiego Unia – Tomasovia 1:1 w karnych 3:4 i 2 miejsce.
- 1999 – 20 lutego nastąpiło otwarcie Hali sportowej na stadionie. III miejsce w Pucharze Europy zajęła Małgorzata Muzyczuk w Supermaratonie (100 km) w Kaliszu (najlepsza z Polek).
- 2000 – Marian Cisło został laureatem „Plebiscytu na Najlepszego Trenera Piłki Nożnej na Zamojszczyźnie” organizowanego przez „Kronikę Tygodnia”. Natomiast Marcin Porowczuk zajął II miejsce wśród piłkarzy. Srebrny medal zdobywa Rafał Fedaczyński podczas Mistrzostw Polski Seniorów w Zamościu w chodzie na 50 km – 4.53:47 godz.
- 2001 – 16 września odbył się na stadionie „Unii” w ramach Obchodów 600-lecia miasta mecz drużyn młodzieżowych Polski i Białorusi. W październiku na stadionie „Unii” odbyła się „Wielka gala piłkarska”. Marian Cisło, piłkarz i trener w wielu klubach Zamojszczyzny obchodził 20-lecie pracy trenerskiej. Święto jubilata połączono z meczem piłkarskim miejscowej „Unii” kontra reprezentacja hrubieszowskiego klubu, czyli zawodnicy, którzy aktualnie występują w innych klubach krajowych. Mecz piłkarski zakończył się wynikiem remisowym 5:5 (2:2). W rzutach karnych wygrali unici 4:3.
- 2002 – do rozgrywek B-klasowych grupy II zgłoszono drużynę „Unia II”.
- 2003 – Rafał Fedaczyński zajął 27 miejsce w chodzie na 50 km podczas Pucharu Europy w Czeboksary (Rosja) i wywalczył złoty medal i tytuł mistrza Polski w Zaniemyślu/k.Poznania, w chodzie na 50 km wynikiem 4.06:39 godz. Marian Cisło wygrał po raz drugi (za sezon 2002) w „Plebiscycie na Najlepszego Trenera Piłki Nożnej na Zamojszczyźnie”.
- 2004 – od 29 czerwca do 3 lipca 2004 r. przeprowadzono renowację głównej płyty boiska w systemie „Eurogrenn”. W późniejszym nieco terminie zainstalowano na dwustronnej wschodniej trybunie 150 siedzisk indywidualnych, razem z barierką ochronną.
- 2005 – w czerwcu odbył się Festyn Piłkarski z okazji 60-lecia hrubieszowskiego klubu sportowego. Najważniejszym wydarzeniem był mecz byłych zawodników Unii (Old Stars), którzy pokonali aktualną Unię 5:3 (2:0). W meczu wystąpił m.in. reprezentant Polski Tomasz Kiełbowicz, a gole zdobyli Dawid Nowak 3 (wybrany najlepszym piłkarzem meczu), Mirosław Nowak i Marek Pietrusiewicz (Old Stars), a dla Unii: Marcin Porowczuk, Konrad Kalaciński i Wojciech Janeczko.
- 2006 – Puchar Świata w chodzie sportowym na 50 km (La Coruña) – drużynowo Polska wywalczyła srebrny medal, pierwszy raz w historii startów, w tym Rafał Fedaczyński, który indywidualnie był 19. w czasie 3.57:24 godz. Ten sam zawodnik w Hucie Krzeszowskiej k. Biłgoraja został po raz drugi Mistrzem Polski w chodzie na 50 km pokonując dystans w czasie 3.59:27 godz. W Sanoku podczas Mistrzostwa Polski Seniorów w podnoszeniu ciężarów, brązowy medal w kat. 62 kg wywalczył Emil Koszałka wyn. 220 kg (98+122). Sekcja podnoszenia ciężarów MKS „Unia” w Hrubieszowie w całym sezonie zdobyła 24 medale na zawodach ogólnopolskich, a doliczając za rwanie i podrzut razem 36.
- 2007 – 9 lutego w Fayetteville (USA) Artur Kern ustanowił nowy halowy Rekord Polski w biegu na 5000 m wynikiem 14:17,37 min., który poprawił 10 marca w Bostonie podczas Akademickich Mistrzostw Stanów Zjednoczonych wynikiem 14:09,89 min. 30 kwietnia na sesji Rady Miasta Burmistrz Zbigniew Dolecki wręczył wieloletniemu trenerowi LA Unii Markowi Kitlińskiemu Nagrodę Miasta Hrubieszowa (statuetka króla Władysława Jagiełły).

## Sekcja piłki nożnej
Jak do tej pory 4 wychowankom w historii Unii Hrubieszów udało się zagrać w I lidze. Byli to:
- Janusz Rybak (Radomiak Radom) 1 sezon 1984/85
- Krzysztof Marchewka (FKS Stal Mielec) 1 sezon 1985/86
- Tomasz Kiełbowicz (Siarka Tarnobrzeg, Raków Częstochowa, Widzew Łódź, Polonia Warszawa (piłka nożna), Legia Warszawa) 15 sezonów 1993/94-2009/10
- Dawid Nowak (GKS Bełchatów) 5 sezonów 2005/06-2009/10

### Występy pierwszej drużyny w rozgrywkach ligowych
- 1946-1950 – klasa „B”
- 1950-1953 – klasa „A”
- 1953-1958 – klasa „B”
- 1958-1960 – klasa „A”
- 1960-1962 – klasa okręgowa
- 1962-1965 – klasa „A”
- 1965-1967 – klasa okręgowa
- 1967-1969 – klasa „A”
- 1969-1975 – klasa okręgowa
- 1975-1998 – IV liga
- 1998-1999 – klasa okręgowa
- 1999-2003 – IV liga
- 2003-2005 – klasa okręgowa
- 2005-2006 – IV liga
- 2006-2015 – klasa okręgowa
- 2015-2017 – IV liga
- 2017-2019 – klasa okręgowa
- 2019-2021 – IV liga
- 2021-2022 – klasa „A”
- 2022-2024 – klasa okręgowa
- od 2024 – klasa „A”

### Kadra I zespołu w sezonie 2024/2025
- bramkarze: Adrian Nieckarz, Krzysztof Sawicki
- obrońcy: Bartłomiej Gontarz, Victor Grzeszczyk, Szymon Jasic, Tomasz Pochylczuk, Szymon Roczon, Bartosz Turzyński, Szymon Wanarski
- pomocnicy: Michał Blicharz, Bartłomiej Cebula, Leon Dąbrowski, Brajan Daciuk, Bartłomiej Dziewulski, Mateusz Filipczuk, Brajan Gontarz, Kacper Karwan, Piotr Kiełbasa, Filip Kokoć, Paweł Lackowski, Szymon Migas, Igor Nowosad, Mateusz Olszak, Wojciech Prokopowicz, Jakub Szymonik, Piotr Uszko
- napastnicy: Adam Barzał, Piotr Gumieniak, Piotr Stadnicki, Filip Turzyński

### Pozostałe informacje
- 14 kwietnia 1975 roku Unia II wygrała z Rudą Hutą aż 28:0, a Piotr Paweł Pyszniak strzelił w tym meczu aż 17 goli.